# Чемпіонат світу з легкої атлетики 2017 — біг на 100 метрів з бар'єрами (жінки)

Фінальний забіг

Змагання з бігу на 100 метрів з бар'єрами серед жінок на Чемпіонаті світу з легкої атлетики 2017 у Лондоні проходили 11 і 12 серпня на Олімпійському стадіоні.

## Рекорди
На початок змагань основні рекордні результати були такими:
| WR | Кендра Гаррісон США    | 12,20 | Лондон Велика Британія | 22 липня 2016  |
| CR | Саллі Пірсон Австралія | 12,28 | Тегу Південна Корея    | 3 вересня 2011 |
| WL | Кендра Гаррісон США    | 12,28 | Секешфегервар Угорщина | 4 липня 2017   |

## Розклад
| Дата           | Час початку | Стадія    |
| -------------- | ----------- | --------- |
| 11 серпня 2017 | 10:45       | Забіги    |
| 11 серпня 2017 | 19:05       | Півфінали |
| 12 серпня 2017 | 20:05       | Фінал     |

Вказаний місцевий час (UTC+0)

## Результати

### Забіги
Умови кваліфікації до наступного раунду: перші четверо з кожного забігу (Q) та четверо найшвидших за часом з тих, які посіли у забігах місця, починаючи з п'ятого (q).
Забіг 1
Вітер: -1,4 м/с
| Місце | Атлетка          | Країна          | Час   | Примітки |
| ----- | ---------------- | --------------- | ----- | -------- |
| 1     | Данієль Вільямс  | Ямайка          | 12,66 | Q        |
| 2     | Памела Дуткевич  | Німеччина       | 12,74 | Q        |
| 3     | Ізабель Педерсен | Норвегія        | 12,94 | Q        |
| 4     | Анне Загре       | Бельгія         | 12,97 | Q        |
| 5     | Шарона Баккер    | Нідерланди      | 13,12 | q        |
| 6     | Грета Керекеш    | Угорщина        | 13,15 |          |
| 7     | Фабіана Мораес   | Бразилія        | 13,40 |          |
| 8     | Аліша Барретт    | Велика Британія | 13,42 |          |

Забіг 2
Вітер: -0,9 м/с
| Місце | Атлетка        | Країна          | Час   | Примітки |
| ----- | -------------- | --------------- | ----- | -------- |
| 1     | Меган Сіммондс | Ямайка          | 12,78 | Q        |
| 2     | Ніа Алі        | США             | 12,93 | Q        |
| 3     | Філісія Джордж | Канада          | 13,01 | Q        |
| 4     | Аяко Кімура    | Японія          | 13,15 | Q        |
| 5     | Лука Козак     | Угорщина        | 13,17 |          |
| 6     | Тіффані Портер | Велика Британія | 13,18 |          |
| 7     | Еф'є Бонс      | Нідерланди      | 13,34 |          |
| 8     | Мюлерн Жан     | Гаїті           | 13,63 |          |

Забіг 3
Вітер: -0,6 м/с
| Місце | Атлетка           | Країна            | Час   | Примітки |
| ----- | ----------------- | ----------------- | ----- | -------- |
| 1     | Кендра Гаррісон   | США               | 12,60 | Q        |
| 2     | Аліна Талай       | Білорусь          | 12,88 | Q, SB    |
| 3     | Янік Томпсон      | Ямайка            | 12,88 | Q        |
| 4     | Девінн Чарлтон    | Багамські Острови | 13,02 | Q        |
| 5     | Ліндсей Ліндлі    | Нігерія           | 13,07 | q        |
| 6     | Мішель Дженнеке   | Австралія         | 13,11 | q        |
| 7     | Елізавет Песіріду | Греція            | 13,14 |          |
| 8     | Ліна Ахмед        | Єгипет            | 13,78 | SB       |

Забіг 4
Вітер: -0,6 м/с
| Місце | Атлетка            | Країна       | Час   | Примітки |
| ----- | ------------------ | ------------ | ----- | -------- |
| 1     | Саллі Пірсон       | Австралія    | 12,72 | Q        |
| 2     | Дон Гарпер-Нельсон | США          | 12,88 | Q        |
| 3     | Рашель Бертон      | Ямайка       | 12,94 | Q        |
| 4     | Анна Плотіцина     | Україна      | 13,01 | Q        |
| 5     | Рікарда Лобе       | Німеччина    | 13,08 | q        |
| 6     | Хітомі Сімура      | Японія       | 13,29 |          |
| 7     | Еліне Берінгс      | Бельгія      | 13,35 |          |
| 8     | Марте Коала        | Буркіна-Фасо | 13,38 |          |

Забіг 5
Вітер: -0,6 м/с
| Місце | Атлетка              | Країна            | Час   | Примітки |
| ----- | -------------------- | ----------------- | ----- | -------- |
| 1     | Крістіна Маннінг     | США               | 12,87 | Q        |
| 2     | Надін Віссер         | Нідерланди        | 12,96 | Q        |
| 3     | Олуватобілоба Амусан | Нігерія           | 12,97 | Q        |
| 4     | Ельвіра Герман       | Білорусь          | 13,01 | Q        |
| 5     | Надін Гільдебранд    | Німеччина         | 13,14 |          |
| 6     | Анджела Вайт         | Канада            | 13,23 |          |
| 7     | Чон Хелім            | Південна Корея    | 13,37 |          |
|       | Дебора Джон          | Тринідад і Тобаго | DNF   |          |

### Півфінали
Умови кваліфікації до наступного раунду: перші двоє з кожного забігу (Q) та двоє найшвидших за часом з тих, які посіли у забігах місця, починаючи з третього (q).
Забіг 1
Вітер: 0,5 м/с
| Місце | Атлетка        | Країна     | Час   | Примітки |
| ----- | -------------- | ---------- | ----- | -------- |
| 1     | Саллі Пірсон   | Австралія  | 12,53 | Q        |
| 2     | Ніа Алі        | США        | 12,79 | Q        |
| 3     | Надін Віссер   | Нідерланди | 12,83 | q        |
| 4     | Меган Сіммондс | Ямайка     | 12,93 |          |
| 5     | Філісія Джордж | Канада     | 13,04 |          |
| 6     | Рікарда Лобе   | Німеччина  | 13,11 |          |
| 7     | Ліндсей Ліндлі | Нігерія    | 13,18 |          |
| 8     | Анне Загре     | Бельгія    | 13,34 |          |

Забіг 2
Вітер: 0,5 м/с
| Місце | Атлетка              | Країна    | Час   | Примітки |
| ----- | -------------------- | --------- | ----- | -------- |
| 1     | Крістіна Маннінг     | США       | 12,71 | Q        |
| 2     | Аліна Талай          | Білорусь  | 12,85 | Q, SB    |
| 3     | Янік Томпсон         | Ямайка    | 12,88 |          |
| 4     | Олуватобілоба Амусан | Нігерія   | 13,04 |          |
| 5     | Данієль Вільямс      | Ямайка    | 13,14 |          |
| 6     | Ельвіра Герман       | Білорусь  | 13,16 |          |
| 7     | Мішель Дженнеке      | Австралія | 13,25 |          |
| 8     | Аяко Кімура          | Японія    | 13,29 |          |

Забіг 3
Вітер: 0,2 м/с
| Місце | Атлетка            | Країна            | Час   | Примітки |
| ----- | ------------------ | ----------------- | ----- | -------- |
| 1     | Дон Гарпер-Нельсон | США               | 12,63 | Q, SB    |
| 2     | Памела Дуткевич    | Німеччина         | 12,71 | Q        |
| 3     | Кендра Гаррісон    | США               | 12,86 | q        |
| 4     | Ізабель Педерсен   | Норвегія          | 12,87 |          |
| 5     | Рашель Бертон      | Ямайка            | 12,94 |          |
| 6     | Девінн Чарлтон     | Багамські Острови | 12,95 |          |
| 7     | Анна Плотіцина     | Україна           | 13,08 |          |
| 8     | Шарона Баккер      | Нідерланди        | 13,29 |          |

### Фінал
Вітер: 0,1 м/с
| Місце | Атлетка            | Країна     | Час   | Примітки |
| ----- | ------------------ | ---------- | ----- | -------- |
| 1     | Саллі Пірсон       | Австралія  | 12,59 |          |
| 2     | Дон Гарпер-Нельсон | США        | 12,63 | SB       |
| 3     | Памела Дуткевич    | Німеччина  | 12,72 |          |
| 4     | Кендра Гаррісон    | США        | 12,74 |          |
| 5     | Крістіна Маннінг   | США        | 12,74 |          |
| 6     | Аліна Талай        | Білорусь   | 12,81 | SB       |
| 7     | Надін Віссер       | Нідерланди | 12,83 |          |
| 8     | Ніа Алі            | США        | 13,04 |          |